# Miopristis foersbergi
Miopristis foersbergi is een keversoort uit de familie bladkevers (Chrysomelidae). De wetenschappelijke naam van de soort werd in 1848 gepubliceerd door Jean Théodore Lacordaire.